# Adrian Tomine
Adrian Tomine és un dibuixant estatunidenc que va nàixer el 1974 a Sacramento, Califòrnia.

## Biografia
Adrian Tomine va començar els seus treballs com a dibuixant el 1991, quan encara anava a l'escola secundària. Es va autoeditar Optic Nerve, que tenia el format de comic book i entre 12 i 24 pàgines. El número 1 fou publicat a l'agost d'aquell any amb un tiratge de 25 exemplars. Més endavant, Drawn & Quaterly es va oferir a publicar-li el còmic.
El 1994 va signar un contracte amb Drawn and Quarterly, que va esdevenir el seu editor i l'any següent va obtenir el Premi Harvey com a Millor Talent Jove.
Optic Nerve va començar amb històries humorístiques i autobiogràfiques. A mesura que va anar perfeccionant el seu estil, les històries van esdevenir més fredes en un gènere pròxim a l'autoficció, i també més novel·lesc.
Adrian Tomine és també il·lustrador, i ha publicat per a revistes com The New Yorker i Time. Viu actualment a Nova York després d'haver viscut molt de temps a Berkeley.
A Espanya, part de la seua obra ha estat recopilada i editada per l'editorial La Cúpula.